# みなかみ町立月夜野中学校
みなかみ町立月夜野中学校（みなかみちょうりつ つきよのちゅうがっこう）は、群馬県利根郡みなかみ町月夜野にあった公立中学校。

## 概要
北には遠く谷川連峰を、近くに大峰山・三峯山そして清流・利根川と赤谷川の合流に囲まれた山紫水明の地、水と森林の町「みなかみ」の中心に位置する。

## 沿革
- 1993年（平成5年）4月 - 旧月夜野町立第一中学校と旧月夜野町立月夜野中学校が統合し、誕生。
- 2004年（平成16年） - 給食センターも建設された。
- 2005年（平成17年）10月 - 町村合併により月夜野町立から今の、みなかみ町立月夜野中学校へ変更。
- 2022年（令和4年）3月25日 - 閉校式が行われる[1]。
- 2022年（令和4年）3月31日 - 町内のほかの3校とみなかみ町立みなかみ中学校に統合され、廃校[2]。

## 学区
合併前の月夜野町全域であった。

## 学校教育目標
- 知性・知力（知性・知力の優れた生徒）
- 公徳・自律（公徳心・自律力の強い生徒）
- 健康・体力（健康でたくましい体力をもった生徒）
- 意欲・実践（意欲・実践力のある生徒）